# Seznam dílů seriálu Případy pro Lauru
Toto je seznam dílů seriálu Případy pro Lauru.

## Přehled řad
| Řada | Díly | Premiéra v USA | Premiéra v USA  | Premiéra v ČR     | Premiéra v ČR     |
| Řada | Díly | První díl      | Poslední díl    | První díl         | Poslední díl      |
| ---- | ---- | -------------- | --------------- | ----------------- | ----------------- |
| 1    | 22   | 17. září 2014  | 20. května 2015 | 22. srpna 2016    | 20. července 2017 |
| 2    | 16   | 23. září 2015  | 2. března 2016  | 21. července 2017 | 11. srpna 2017    |

## Seznam dílů

### První řada (2014–2015)
| Č. v seriálu | Č. v řadě | Původní název                             | Český název           | Režie             | Scénář                                              | Premiéra v USA     | Premiéra v ČR     |
| ------------ | --------- | ----------------------------------------- | --------------------- | ----------------- | --------------------------------------------------- | ------------------ | ----------------- |
| 1            | 1         | Pilot                                     | Výměna u kormidla     | McG               | Jeff Rake                                           | 17. září 2014      | 22. srpna 2016    |
| 2            | 2         | The Mystery of the Dead Date              | Rande s vrahem        | McG               | Jeff Rake                                           | 24. září 2014      | 29. srpna 2016    |
| 3            | 3         | The Mystery of the Biker Bar              |                       | Millicent Shelton | Amanda Green a Blair Singer                         | 1. října 2014      | 5. září 2016      |
| 4            | 4         | The Mystery of the Sex Scandal            | Sexuální skandál      | Bronwen Hughes    | Margaret Easley a Laura Putney                      | 8. října 2014      | 12. září 2016     |
| 5            | 5         | The Mystery of the Terminal Tenant        | Mrtvý nájemník        | Vince Misiano     | Jeff Rake a Amanda Green                            | 15. října 2014     | 23. června 2017   |
| 6            | 6         | The Mystery of the Red Runway             | Na přehlídkovém mole  | Michael Lange     | Jeffrey Lippman a Rick Marin                        | 22. října 2014     | 26. června 2017   |
| 7            | 7         | The Mystery of the Art Ace                | Eso v umění           | Jace Alexander    | Rick Marin a Jeffery Lippman                        | 29. října 2014     | 27. června 2017   |
| 8            | 8         | The Mystery of the Mobile Murder          | Mobilní vražda        | Michael Schultz   | Bill Chais a Diarra Kilpatrick                      | 5. listopadu 2014  | 28. června 2017   |
| 9            | 9         | The Mystery of the Dysfunctional Dynasty  | Nefunkční rodina      | Michael Fields    | Bill Chais a Beth Armogida                          | 19. listopadu 2014 | 29. června 2017   |
| 10           | 10        | The Mystery of the Fertility Fatality     | Fatální reprodukce    | Mike Listo        | Margaret Easley a Laura Putney                      | 10. prosince 2014  | 30. června 2017   |
| 11           | 11        | The Mystery of the Frozen Foodie          | Zmražený labužník     | Cherie Nowlan     | Jeffrey Lippman a Beth Armogida                     | 7. ledna 2015      | 3. července 2017  |
| 12           | 12        | The Mystery of the Fateful Fire           | Osudný požár          | Randy Zisk        | Amanda Green a Diarra Kilpatrick                    | 14. ledna 2015     | 4. července 2017  |
| 13           | 13        | The Mystery of the Deemed Dealer          | Údajný Dealer         | Bethany Rooney    | Jeff Rake a Blair Singer                            | 4. února 2015      | 7. července 2017  |
| 14           | 14        | The Mystery of the Popped Pugilist        | Zastřelený bojovník   | Norman Buckley    | Bill Chais a Rick Marin                             | 11. února 2015     | 10. července 2017 |
| 15           | 15        | The Mystery of the Alluring Au Pair       | Přitažlivá au pair    | Cherie Nowlan     | Laura Putney a Margaret Easley                      | 18. února 2015     | 11. července 2017 |
| 16           | 16        | The Mystery of the Exsanguinated Ex       | Zavražděná exmanželka | Randy Zisk        | Amanda Green a Jason Ning                           | 25. února 2015     | 12. července 2017 |
| 17           | 17        | The Mystery of the Intoxicated Intern     | Opilá studentka       | Vince Misiano     | Jeffrey Lippman a Diarra Kilpatrick                 | 25. března 2015    | 13. července 2017 |
| 18           | 18        | The Mystery of the Sunken Sailor          | Mrtvý námořník        | Michael Schultz   | Rick Marin a Beth Armogida                          | 1. dubna 2015      | 14. července 2017 |
| 19           | 19        | The Mystery of the Dodgy Draft            | Nezdařený přestup     | Vince Misiano     | námět: Bill Chais a Blair Singer scénář: Bill Chais | 22. dubna 2015     | 17. července 2017 |
| 20           | 20        | The Mystery of the Crooked Clubber        | Zhýralý flamendr      | Tricia Brock      | Amanda Green a Jacob Copithorne                     | 6. května 2015     | 18. července 2017 |
| 21           | 21        | The Mystery of the Deceased Documentarian | Vražda na plese       | Mel Damski        | Laura Putney a Margaret Easley                      | 13. května 2015    | 19. července 2017 |
| 22           | 22        | The Mystery of the Corner Store Crossfire |                       | Bethany Rooney    | Jeff Rake                                           | 20. května 2015    | 20. července 2017 |

### Druhá řada (2015–2016)
| Č. v seriálu | Č. v řadě | Původní název                           | Český název | Režie           | Scénář                           | Premiéra v USA     | Premiéra v ČR     |
| ------------ | --------- | --------------------------------------- | ----------- | --------------- | -------------------------------- | ------------------ | ----------------- |
| 23           | 1         | The Mystery of the Taken Boy            |             | Michael Smith   | Jeff Rake a Amanda Green         | 23. září 2015      | 21. července 2017 |
| 24           | 2         | The Mystery of the Cure to Loneliness   |             | Michael Schultz | Marc Dube a Dean Lopata          | 30. září 2015      | 24. července 2017 |
| 25           | 3         | The Mystery of the Locked Box           |             | Bethany Rooney  | Laura Putney a Margaret Easley   | 7. října 2015      | 25. července 2017 |
| 26           | 4         | The Mystery of the Convict Mentor       |             | Cherie Nowlan   | Jeff Rake a Niceole R. Levy      | 14. října 2015     | 26. července 2017 |
| 27           | 5         | The Mystery of the Watery Grave         |             | Guy Norman Bee  | Amanda Green a Nikhil S. Jayaram | 21. října 2015     | 27. července 2017 |
| 28           | 6         | The Mystery of the Dead Heat            |             | Norman Buckley  | Marc Dube a Kyle Warren          | 28. října 2015     | 28. července 2017 |
| 299          | 7         | The Mystery of the Maternal Instinct    |             | Michael Schultz | Dean Lopata a Niceole R. Levy    | 4. listopadu 2015  | 31. července 2017 |
| 30           | 8         | The Mystery of the Ghost in the Machine |             | Norman Buckley  | Jeff Rake a Nikhil S. Jayaram    | 18. listopadu 2015 | 1. srpna 2017     |
| 31           | 9         | The Mystery of the Triple Threat        |             | Bethany Rooney  | Laura Putney a Margaret Easley   | 6. ledna 2016      | 2. srpna 2017     |
| 32           | 10        | The Mystery of the Downward Spiral      |             | Cherie Nowlan   | Amanda Green a Kyle Warren       | 13. ledna 2016     | 3. srpna 2017     |
| 33           | 11        | The Mystery of the Unwelcome Houseguest |             | Michael Smith   | Marc Dube a Niceole R. Levy      | 20. ledna 2016     | 4. srpna 2017     |
| 34           | 12        | The Mystery of the Morning Jog          |             | Peter Werner    | Dean Lopata a Nikhil S. Jayaram  | 3. února 2016      | 7. srpna 2017     |
| 35           | 13        | The Mystery of the Dark Heart           |             | David Warren    | Amanda Green a Niceole R. Levy   | 10. února 2016     | 8. srpna 2017     |
| 36           | 14        | The Mystery of the Political Operation  |             | Jim Nickas      | Laura Putney a Margaret Easley   | 17. února 2016     | 9. srpna 2017     |
| 37           | 15        | The Mystery of the Unknown Caller       |             | Norman Buckley  | Jeff Rake a Dean Lopata          | 24. února 2016     | 10. srpna 2017    |
| 38           | 16        | The Mystery of the End of Watch         |             | Michael Smith   | Jeff Rake a Kyle Warren          | 2. března 2016     | 11. srpna 2017    |